# TAM
Tanque Argentino Mediano (TAM), en argentinsk medeltung stridsvagn, började utvecklas 1974 och togs i bruk 1983. TAM designades genom ett samarbete mellan Argentina och det tyska företaget Thyssen-Henschel, baserat på chassit från det tyska infanteristridsfordonet Marder. TAM uppfyller det argentinska arméns krav på en modern, lätt och snabb stridsvagn med låg silhuett och tillräcklig eldkraft för att bekämpa samtida pansarhot.
Den är utrustad med en 105 mm huvudkanon, ursprungligen från Royal Ordnance, senare ersatt av Rheinmetall Rh-105-30, tillverkad i Argentina som FM K.4 Modelo 1L. Dess sekundära beväpning inkluderar två 7.62 mm kulsprutor. Eldledningssystemet innefattar en Nd:YAG-laser och en FLER-HG ballistisk dator.
TAM drivs av en MTU MB-833 Ka 500 dieselmotor, vilket ger den en hastighet på upp till 75 km/h på väg och 40 km/h i terräng, med en räckvidd upp till 900 km med externa bränsletankar. Pansarplåtarna erbjuder skydd mot 35 mm pansarbrytande skott och har en låg profil för ökad överlevnadsmöjlighet.
Produktionen av TAM påbörjades 1979, med målet att tillverka 512 pansarfordon, men ekonomiska problem ledde till att endast 150 TAM och 100 VCTP (infanteristridsfordon baserade på TAM-chassit) byggdes fram till 1983. Produktionen återupptogs 1994 för att fullfölja en order på 200 stridsvagnar.
Trots intresse från flera länder, såldes TAM aldrig på exportmarknaden. Malaysia, Peru och Panama hade tecknat avtal för köp av TAM, men dessa avtal avbröts av olika skäl. TAM deltog inte i Falklandskriget men användes av argentinska FN-styrkor i fredsbevarande uppdrag i Jugoslavien.
TAM-2C-A2 är en vidareutveckling av TAM 2C, som är den huvudsakliga versionen i tjänst med den argentinska armén, uppgraderad av det israeliska försvarsföretaget Elbit Systems 2010. TAM 2C uppgraderades med många funktioner, främst inom elektronik och andra sekundära funktioner. Den har ett mer avancerat eldledningssystem och uppgraderat pansar jämfört med den ursprungliga modellen, vilket ökar dess stridskapacitet. Den inkluderar även funktioner som nattsyn och en laseravståndsmätare, vilket avsevärt förbättrar dess förmåga att engagera mål i svagt ljus och på längre avstånd.
TAM 2CA2, som är en annan prototyp av TAM 2C, testas för närvarande av den argentinska armén. Den integrerar uppgraderad elektronik och optik jämfört med de som finns på 2C. Skyttens sikte har ersatts av ett system som liknar COAPS (Commander Open Architecture Panoramic Sight) från Elbit Systems, som har dag- och nattsikten, större enkelhet för att förvärva mål på långt avstånd, förbättrade sensorer och termiska sikten, bland annat. 2CA2 lägger också till ett hunter-killer-system för befälhavaren, som gör det möjligt för dem att automatiskt spåra mål oberoende av skytten. 74 TAM och TAM 2C-fordon förväntas uppgraderas till TAM 2CA2 fram till år 2030.
TAM-familjen inkluderar flera varianter, som infanteristridsfordonet VCTP och självgående artillerifordonet VCA 155. Dessa varianter baseras på samma chassi som TAM.
De olika varianterna av TAM (Tanque Argentino Mediano) inkluderar:
VCTP (Vehículo de Combate Transporte de Personal): Ett infanteristridsfordon som kan transportera en trupp på 12 man. Det är beväpnat med en 20 mm Rheinmetall Rh-202 automatkanon och en 7,62 mm FN MAG-kulspruta.
VCA 155 (Vehículo de Combate de Artillería de 155 mm): Ett självgående artillerifordon baserat på TAM-chassit, utrustat med en 155 mm Oto Melara Palmaria haubits.
VCTM (Vehículo de Combate Transporte de Mortero): Ett stridsfordon för granatkastare, med en inbyggd 120 mm granatkastare.
VCPC (Vehículo de Combate Puesto de Mando): Ett kommandofordon baserat på TAM-chassit, designat för ledning och kontroll.
VCLC (Vehículo de Combate Lanzacohetes): Ett flerraketsuppskjutningsfordon baserat på TAM-chassit, som kan utrustas med både 160 mm och 350 mm raketer.
VCA (Vehículo de Combate Ambulancia): Ett pansrat ambulansfordon.
VCRT (Vehículo de Combate de Recuperación): Ett bärgningsfordon baserat på TAM-chassit.